# Goodwood House

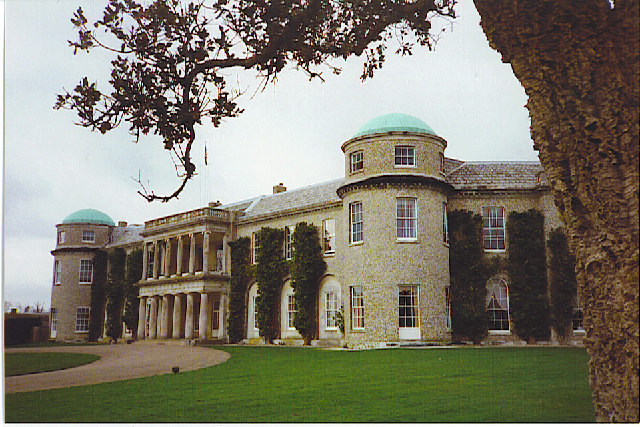
Casa de Goodwood

Goodwood House es una casa de campo  y finca de 4900 hectáreas (12 108,2 acre) en Westhampnett, Chichester, West Sussex, Inglaterra y es la sede del Duque de Richmond. Fue construida alrededor de 1600 y es un edificio catalogado de Grado I.

## Descripción
La casa y sus terrenos son el escenario del Festival de Velocidad de Goodwood anual, mientras que en el resto de la finca, la pista de deportes de motor del Circuito de Goodwood en el aeropuerto de Chichester / Goodwood alberga el Goodwood Revival anual, y el aeródromo tiene una escuela de vuelo. El hipódromo de Goodwood alberga "Glorious Goodwood" y una serie de otras reuniones de carreras (de caballos). La finca incluye dos campos de golf y un campo de cricket, hogar del Goodwood Cricket Club, un hotel y un 1600 ha (3953,7 acre) granja orgánica. La finca emplea a más de 550 personas y atrae a 800.000 visitantes al año. La sede de Rolls Royce Motor Cars se encuentra en Estate.
El sendero de largo recorrido Monarch's Way atraviesa las llanuras de oeste a este, pasando inmediatamente al sur del hipódromo.
El parque ajardinado y los bosques de Goodwood están incluidos en el Grado I en el Registro de Parques y Jardines Históricos.

## Historia
Goodwood House fue construida alrededor de 1600 y fue adquirida por Charles Lennox, primer duque de Richmond en 1697. Un ala sur fue agregada por Matthew Brettingham y un ala norte por James Wyatt. Puede ser que existiera la intención de construir la casa en un diseño octogonal único, pero solo se construyeron tres de los ocho lados y esa intención nunca se ha probado.
Charles Lennox, tercer duque de Richmond, encargó a Sir William Chambers que diseñara el bloque estable en 1757 y a James Wyatt que diseñara las perreras, originalmente para uso de los perros de caza del duque, pero ahora se utiliza como casa club de golf, en 1787. También encargó el hipódromo de Goodwood, que se estableció en 1802.
El campo de golf Goodwood se estableció en 1901. El aeropuerto de Chichester / Goodwood se construyó durante la Segunda Guerra Mundial. El circuito de Goodwood fue diseñado alrededor del perímetro del aeródromo por Frederick Gordon-Lennox, noveno duque de Richmond en 1948.
En 1982, la finca de Goodwood fue sede del Campeonato Mundial de Ciclismo en Ruta.
La Oficina de Registro de West Sussex tiene una gran colección de documentos de los Archivos de Goodwood Estate (1418–1984).